# Otto Jänicke
Otto Jänicke (* 10. Mai 1932) ist ein deutscher Romanist und Sprachwissenschaftler.

## Leben und Werk
Jänicke studierte in Rostock und Berlin. Er wurde von Walther von Wartburg nach Basel zum Französischen Etymologischen Wörterbuch (FEW) geholt und promovierte 1964 in Basel über Die Bezeichnungen des Roggens in den romanischen Sprachen unter besonderer Berücksichtigung der Galloromania. Ein Beitrag zur Geschichte der romanischen Getreideterminologie (Tübingen 1967). 
Er habilitierte sich 1970 in Basel und war von 1972 bis 1977 Chefredakteur des FEW, dann von 1977 bis 1998 als Nachfolger von Max Pfister ordentlicher Professor für romanische Philologie in Marburg. 

## Weitere Werke
- Französische Etymologie. Einführung und Überblick, Tübingen 1991
- Studien zur Palatalisierung des Nexus Konsonant + (l) in der Galloromania, Hamburg 1997